# کریس همیلتون (دوچرخه‌سوار)
کریس همیلتون (اسپانیایی: Chris Hamilton‎؛ زادهٔ ۱۸ مهٔ ۱۹۹۵) دوچرخه‌سوار اهل استرالیا است.
از باشگاه‌هایی که در آن رکاب زده‌است می‌توان به تیم سانوب اشاره کرد.